# Schweizerische Lohnstrukturerhebung
Die Schweizerische Lohnstrukturerhebung, kurz SLSE oder LSE, ist eine im Zweijahresrhythmus stattfindende Erhebung des Bundesamtes für Statistik mit dem Ziel, Informationen über die Struktur und die Höhe der Löhne in der Schweiz zu sammeln, aufzubereiten und die Öffentlichkeit darüber zu informieren. Die LSE ist eines der wichtigsten Instrumente für die Wirtschaftspolitik, die Sozialpartner und die breite Öffentlichkeit.
Die LSE wird seit 1994 regelmässig alle zwei Jahre erhoben und erlaubt so eine präzise Beschreibung der Lohnstruktur und ihrer Entwicklung. Die Daten sind alle Wirtschaftszweige, ausser der Landwirtschaft, repräsentativ. Erfasst werden Individuallöhne und nicht die von den Sozialpartnern in den GAVs vereinbarten Tariflöhne. Im Gegensatz zu früheren Erhebungen werden auch die Löhne von Teilzeitbeschäftigten erhoben.
Die LSE basiert auf der NOGA (Allgemeine Systematik der Wirtschaftszweige), die standardisierte internationale Vergleiche zulässt.
Seit dem Jahr 2000 erlauben die von der LSE erhobenen Daten auch kantonale Auswertungen, seit 2002 auch eine detaillierte Auswertung von überkantonalen regionalen Daten.

## Daten
Die Datenerfassung ist umfassend, d. h. die Lohndaten aller Unternehmen aller Wirtschaftszweige werden erfasst. Erfasst werden sämtliche Löhne, auch der Kader und der Teilzeitangestellten.

### Standardisierter monatlicher Bruttolohn
Die Löhne von Teilzeitbeschäftigten werden auf standardisierte Monatslöhne, d. h. eine Arbeitszeit von 40 Wochenstunden hochgerechnet. Eingerechnete Lohnkomponenten sind der Nettolohn, Arbeitnehmerbeiträge an die Sozialversicherungen, Naturalabgeltungen, regelmässige Prämien und Provisionen, Schicht-, Nacht- und Sonntagsarbeitsentschädigungen, 1/12 des 13. Monatslohnes und/oder Gratifikationen. Familien- und Kinderzulagen sind nicht enthalten.

### Nicht-standardisierter monatlicher Nettolohn
Es sind dieselben Komponenten enthalten wie oben, jedoch ohne die Arbeitgeber- und Arbeitnehmeranteile an den Sozialversicherungen und ohne Hochrechnung der Teilzeitlöhne auf Vollzeit.

## Erhebungsmethode

### Was wird erhoben
Erfasst werden die Löhne der unselbständig Beschäftigten aus – nach Branche und Grösse – repräsentativ ausgewählten Unternehmen, ohne Landwirtschaftsbetriebe. Auch die Löhne der Kantonsverwaltungen und der Bundesverwaltung werden erhoben. Nicht berücksichtigt werden Löhne von Lehrlingen, Praktikanten, Heimarbeitern und Temporärangestellten, auf Provisionsbasis Beschäftigten und expatriierten Mitarbeitenden.

### Stichprobenerfassung
Die Löhne des öffentlichen Sektors werden exhaustiv erhoben. Die Löhne des privaten Sektors werden anhand einer doppelt geschichteten Zufallsstichprobe erfasst.
In einem ersten Schritt werden die erfassten Unternehmen nach drei Kriterien zufällig ausgewählt: Anzahl der Beschäftigten, Branchenzugehörigkeit nach NOGA und Region (Grossregion bzw. Kanton). Mit den Kategorien in den drei Kriterien werden insgesamt 900 Schichten definiert (Branche x Grösse x Region), für die jeweils eine repräsentative Anzahl Unternehmen aus dem BUR (Betriebs- und Unternehmensregister) zufällig gezogen werden.
In einem zweiten Schritt wird eine repräsentative Anzahl von Beschäftigten jedes ausgewählten Betriebes in die Stichprobe aufgenommen. Für kleine Unternehmen (3–19 Beschäftigte) werden alle Löhne, für mittlere Unternehmen (20–49 Beschäftigte) die Hälfte und für Grossbetriebe (>50 Beschäftigte) ein Drittel der Arbeitnehmer erfasst.
Vorteil dieses Settings ist eine Entlastung der Betriebe, welche die Daten liefern und geringere Kosten für die Erhebung. Auf der anderen Seite wird jedoch die Auswertung der Daten erschwert, da sie nach einem komplexen Schema gewichtet werden müssen.

### Auswertung mit Vertrauensintervall
Wie bei jeder Stichprobenuntersuchung, besteht eine gewisse Unsicherheit bezüglich des Medians der Gesamtpopulation. Determinanten für die Unsicherheit sind die Grösse der Stichprobe, die Stichprobenrate, die Antwortausfälle sowie die Variabilität der Löhne. Diese Unsicherheit kann jedoch mithilfe eines so genannten Konfidenzintervalls quantifiziert werden. Je ungenauer die Resultate, desto enger wird das Vertrauensintervall. Bei der LSE beträgt das Konfidenzniveau 95 %, d. h. wenn die Erhebung unendlich oft unter denselben Bedingungen durchgeführt würde, enthielten 95 % der berechneten Intervalle den wahren Wert der Gesamtpopulation. Anders ausgedrückt: die Fehlerrate beträgt */- 5 %. Eventuelle Asymmetrien der Medianlöhne in der Auswertung entstehen durch divergierende Streuungen oberhalb und unterhalb des Medians.